# Barsboldia
Barsboldia – rodzaj dinozaura ptasiomiednicznego z rodziny hadrozaurów (Hadrosauridae) żyjącego w późnej kredzie na terenach współczesnej Azji Środkowej. Skamieniałości barsboldii odkryto w 1970 roku w trakcie polsko-mongolskich wypraw paleontologicznych. Początkowo Ryszard Gradziński i Jerzykiewicz wstępnie przypisali je do gatunku Saurolophus angustirostris, jednak Teresa Maryańska i Halszka Osmólska wykazały, że należą one do odrębnego gatunku, któremu w 1981 roku nadały nazwę Barsboldia sicinskii. Na podstawie kości krzyżowej z grzebieniami oraz obecności stosunkowo wysokich maczugowatych wyrostków kolczystych autorki zaklasyfikowały barsboldię do grupy Lambeosaurinae, odrębnej od Hadrosaurinae, do której zaliczany był wówczas zaurolof. Interpretację taką wspierali również późniejsi autorzy. Analiza filogenetyczna przeprowadzona przez Prieto-Márqueza – pierwsza uwzględniająca barsboldię – zasugerowała jednak, że należy ona do Saurolophinae, taksonu siostrzanego dla Lambeosaurinae, a cechy uznawane za diagnostyczne dla Lambeosaurinae, takie jak wysokie wyrostki kolczyste, w rzeczywistości występują powszechniej u hadrozauroidów. Według tej analizy Barsboldia jest bardziej zaawansowana od kladu obejmującego majazaurę i brachylofozaura i siostrzana dla kladu obejmującego wszystkie pozostałe Saurolophinae.
Barsboldia należy prawdopodobnie do jednych z największych znanych hadrozaurów – długość jedynej znanej kości piszczelowej tego dinozaura jest szacowana na około 140 cm, co sugeruje, że osiągała ona rozmiary zbliżone do największych hadrozaurów, takich jak Shantungosaurus giganteus, mierzących około 12-14 m długości.
Holotypem  i jedynym znanym okazem B. sicinskii jest niekompletny szkielet pozaczaszkowy (ZPAL MgD-I/110) obejmujący dziewięć tylnych kręgów tułowiowych, dziewięć zrośniętych kręgów krzyżowych, piętnaście kręgów ogonowych, żebra i wyrostki kolczyste, fragmenty skostniałych ścięgien, niemal kompletną lewą kość biodrową oraz fragmenty kości łonowej, strzałkowej, kości śródstopia i paliczków. Skamieniałości te pochodzą z datowanych na środkowy mastrycht osadów formacji Nemegt w południowej Mongolii. Nazwa rodzajowa Barsboldia honoruje mongolskiego paleontologa Rinczena Barsbołda, zaś epitet gatunkowy gatunku typowego honoruje Wojciecha Sicińskiego, który m.in. wypreparował holotyp barsboldii.